# Platea (ópera)
Platea (título original en francés, Platée) es un ballet bouffon en tres actos con música de Jean-Philippe Rameau y libreto en francés de Adrien-Joseph Le Valois d'Orville. Rameau compró los derechos del libreto Platée ou Junon Jalouse (Platea, o Juno celosa) por Jacques Autreau (1657–1745) e hizo que d'Orville lo modificara. La fuente de la historia es un mito relatado por el escritor griego Pausanias en su Descripción de Grecia.
Se trata del primer intento de Rameau en el campo de la ópera cómica. La trama se refiere a una fea ninfa acuática que cree que Júpiter, el rey de los dioses, está enamorada de ella. A la obra se la llamó al principio ballet bouffon, aunque más tarde se consideró una comédie lyrique, poniéndola en la misma categoría que Les Paladins también de Rameau. Se escribió para las celebraciones de la boda de Luis, el delfín, hijo del rey Luis XV de Francia, con la Infanta María Teresa de España, quien, según fuentes contemporáneas, como el personaje que da título a la ópera, no era ninguna belleza.  En lugar de meter en problemas al compositor, el entretenimiento en Versalles parece haber sido bien recibido, y Rameau fue nombrado pocos meses después Compositor de la Cámara del Rey con una considerable pensión anual.
La ópera se interpretó por vez primera el 31 de marzo de 1745 en la Grande Écurie, Versalles. Actualmente, esta ópera se representa poco; en las estadísticas de Operabase aparece la n.º 231 de las óperas representadas en 2005-2010, siendo la 28.ª en Francia y la primera de Rameau, con 11 representaciones en el período.

## Personajes
| Papel                                                            | Tesitura                                                         | Elenco del estreno 31 de marzo de 1745 (Director: - )            | Elenco de la segunda versión 9 de febrero de 1749 (Director: - ) |
| Prólogo: La Naissance de la Comédie/ El nacimiento de la Comedia | Prólogo: La Naissance de la Comédie/ El nacimiento de la Comedia | Prólogo: La Naissance de la Comédie/ El nacimiento de la Comedia | Prólogo: La Naissance de la Comédie/ El nacimiento de la Comedia |
| ---------------------------------------------------------------- | ---------------------------------------------------------------- | ---------------------------------------------------------------- | ---------------------------------------------------------------- |
| Thespis, inventor de la comedia                                  | haute-contre (tenor alto)                                        | Jean-Paul Spesoller conocido como La Tour or Latour              | François Poirier                                                 |
| Momus, dios de la sátira                                         | bajo barítono                                                    | Albert                                                           | Lamarre (también escrito La Marre)                               |
| Thalie, musa de la comedia                                       | soprano                                                          | Marie Fel                                                        | Marie-Angélique Coupé                                            |
| Amour/ Amor                                                      | soprano                                                          | Marie-Angélique Coupé (también escrito Couppé o Coupée)          | M.lle Rosalie                                                    |
| Un satire/un sátiro                                              | bajo barítono                                                    | Benoit                                                           | Person                                                           |
| Vendangeuses/ chicas vendimiadoras                               | sopranos                                                         | M.lles Carrou y Dalman                                           | M.lles Carrou y Chefdeville                                      |
| Ballet (comédie lyrique)                                         |                                                                  |                                                                  |                                                                  |
| Cithéron, rey de la montaña                                      | barítono bajo                                                    | François Le Page (también escrito Lepage)                        | François Le Page                                                 |
| Mercure/ Mercurio, el dios mensajero                             | haute-contre                                                     | Jean Antoine Bérard                                              | François Poirier                                                 |
| Platée, un papel travestido                                      | haute-contre                                                     | Pierre Jélyotte                                                  | La Tour                                                          |
| Clarine, doncella de Platea                                      | soprano                                                          | M.lle Bourbonnais                                                | Marie-Angélique Coupé                                            |
| Une naiade/ una náyade, otra doncella de Platée                  | soprano                                                          | M.lle Metz                                                       | ?                                                                |
| Júpiter (o Zeus), rey de los dioses                              | barítono bajo                                                    | Claude-Louis-Dominique Chassé de Chinais                         | Person                                                           |
| La Folie/ Locura                                                 | soprano                                                          | Marie Fel                                                        | Marie Fel                                                        |
| Junon/ Juno, esposa de Júpiter                                   | soprano                                                          | Marie-Jeanne Fesch, "m.lle Chevalier                             | Louise Jacquet                                                   |
| Momus                                                            | taille (baritenor) o barítono bajo                               | Louis-Antoine Cuvillier (también escrito Cuvilliers o Cuvelier)  | Lamarre                                                          |
| Iris                                                             | mimo                                                             | [ 9 ]                                                            | ?                                                                |
| Animales, eruditos, coros, bailarines                            |                                                                  |                                                                  |                                                                  |

## Argumento

### Prólogo
Después de una noche de juerga, el Coro despierta a Tespis de su sueño borracho. Cuando llegan Talía y Momo, dios del ridículo, buscan la ayuda de Tespis para planear la presentación de un espectáculo en el que recrearán un intento antiguo de Júpiter de curar a su esposa, Juno, de sus celos. Inicialmente excluido del plan, llega furioso Amor diciendo que será imposible representar el evento sin ella: "¿Cómo puede haber una obra sin la inspiración del amor?" pregunta. Los cuatro establecen el plan.

### Acto I
Mercurio desciende de los cielos y explica a Citerón que la tormenta está causada por los celos de Juno y que Júpiter lo ha enviado para encontrar la forma de quitarle el problema de la cabeza. La solución de Citerón es que Júpiter pretenda enamorarse de la fea ninfa de los pantanos, Platea, y cuando Juno los encuentre juntos y a punto de casarse, ella se dará cuenta de que sus celos carecen de base y la pareja volverá a estar junta.
Platea está encantada de oír a Mercurio decir que Júpiter pronto descenderá de los cielos para declarar su amor. 

### Acto II
Acompañado por Momo, llega Júpiter, revelándose primero como un asno, luego como un búho, y finalmente, en persona envuelto en truenos y luz brillante. Tiene lugar un amplio divertissment durante el cual La Folie (Locura) canta la historia de Apolo y Dafne como una advertencia a Platea que no se implique con Júpiter. Los bailarines y los cantantes, alternativamente, alaban y se burlan de Platea.

### Acto III
Conforme la gente va llegando para el matrimonio de Júpiter y Platea, una Juno, furiosa por haber sido engañada, regresa de Atenas, pero la convencen de que se oculte hasta el momento apropiado. Aparece Momo, malamente disfrazado de Amor, y ofrece "regalos" a Platea. Júpiter y Platea empiezan la ceremonia nupcial. Llega Juno y le quita el velo a Platea, y entonces se da cuenta de que todo ha sido una broma. Los dioses ascienden al cielo y la humillada Platea salta de vuelta a su pantano.

## Discografía
- Hans Rosbaud (director) / Michel Sénéchal, Jeanine Micheau, Nicolai Gedda, Jacques Jansen. Orchestre de la Société du Conservatoire (1956). EMI
- Marc Minkowski (director) / Gilles Ragon (Platée), Bernard Deletré, Jennifer Smith, Vincent Le Texier, Guy de Mey. Les Musiciens du Louvre (1989). WEA International
- Marc Minkowski (director) / Gilles Ragon (Platée), Vincent Le Texier (Júpiter), Guillemette Laurens (Juno). Les Musiciens du Louvre, Conjunto Vocal Françoise Herr (1991). Erato
- Marc Minkowski (director) / Paul Agnew, Mireille Delunsch, Yann Beuron, Vincent Le Texier, Laurent Naouri. Ópera Nacional de París, Orquesta y coro de Les Musiciens du Louvre - Grenoble (2003). Kultur